# Gordionus ondulatus
Gordionus ondulatus är en tagelmaskart som beskrevs av Miralles 1984. Gordionus ondulatus ingår i släktet Gordionus och familjen Chordodidae. Inga underarter finns listade i Catalogue of Life.